# Ria Beck
Ria Beck (* 21. Januar 1953 in Boizenburg/Elbe) ist eine deutsche Augenärztin. Sie lehrte an der Universität Rostock.

## Leben
Ria Beck besuchte eine Schule in Boizenburg, wo sie 1971 ihr Abitur bestand. Anschließend studierte an der Universität Rostock Humanmedizin. Von 1976 bis 1981 war sie Assistenzärztin an der Universitätsaugenklinik. 1981 wurde sie Fachärztin, 1984 Oberärztin an der Klinik. 1982 wurde sie mit einer Arbeit über die Implantation von Intraokularlinsen beim Katarakt (Grauer Star) promoviert. Beck erhielt 1988 die Lehrbefähigung, die Habilitation für Augenheilkunde folgte 1991. Im Folgejahr wurde sie zur Privatdozentin ernannt. Ab 2002 hatte sie eine außerplanmäßige Professur inne. Ab 2004 leitet sie stellvertretend die Universitätsaugenklinik.

## Schriften (Auswahl)
- Implantation von künstlichen Augenlinsen bei der senilen Katarakt. Dissertationsschrift, Rostock 1982.
- Morphologische und elektrophysiologische Untersuchungen an der Kaninchenretina nach Kryo-, Diathermie- und Argon-Laser-Koagulation. Habilitationsschrift, Rostock 1991.